# ハマニガナ
ハマニガナ（浜苦菜、学名：Ixeris repens）は、キク科ニガナ属の多年草。別名、ハマイチョウ。海浜植物。

## 特徴
砂浜で長い地下茎を伸ばしてふえる。葉は径3-5cmで、質は厚く、長い葉柄があり、3-5角状心形で3-5裂し、キクの葉状のものから切れ込みのないものまで変化が多い。
花期は4-10月。葉腋から長さ10cmになる花茎を伸ばし、直径2-3cmの黄色の頭花をつける。総苞は円筒形で長さ10-11mm、総苞片は外側のものが内側のものより短い。果実は痩果で、長さ6-7mmになり、痩果のくちばし状の部分は太く短い。

## 分布と生育環境
日本では、北海道、本州、四国、九州、琉球に分布し、海岸の砂地にふつうに生育する。世界では、中国、ベトナム、朝鮮、カムチャツカに分布する。潮流で広がったと考えられている。
海岸の波打ちぎわに近い砂浜で、カヤツリグサ科のコウボウムギやヒルガオ科のハマヒルガオなどとともに生育する。